# 科隆維多利亞足球會
科隆維多利亞足球會(FC Viktoria Köln)是一支位於德國科隆的職業足球會，目前於德国足球丙级联赛角逐。

## 外部連結
- 官方网站 （德文）
- FC Viktoria Köln （页面存档备份，存于）